# Alunorte

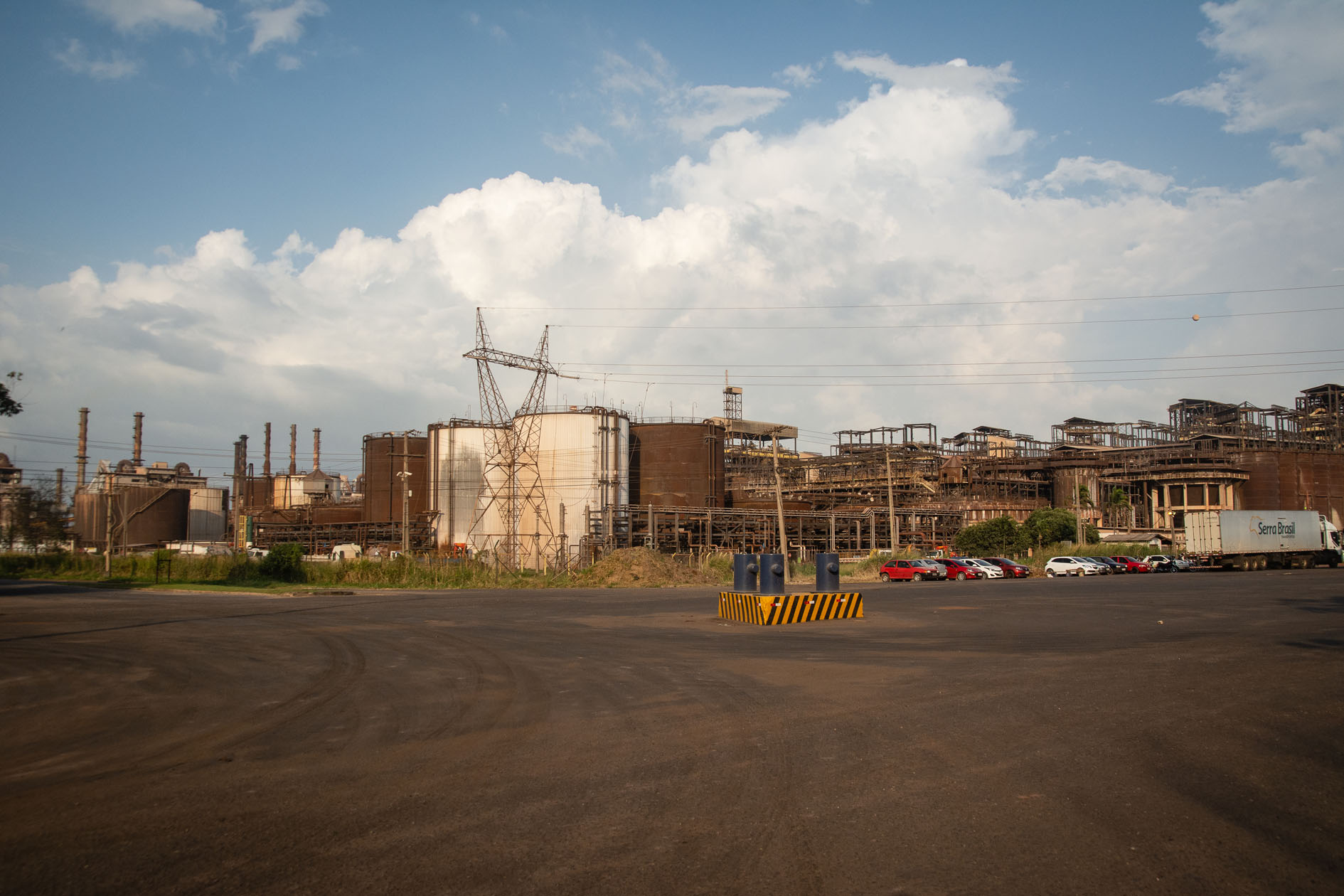
Installation de production d'aluminium Hydro-Alunorte

Alunorte, ou Alumine du Nord de Brasil S.A, est une entreprise brésilienne de production d'aluminium.
Les gouvernements du Brésil et du Japon ont signé un accord en 1978, avec la participation de la Société Valle do Rio Doce, pour sa création. L'accord avait comme finalité l'intégration de la production d'aluminium dans le Pará-Brésil.
Elle a été installée à Barcarena, à 40 kilomètres de Belém. La production a débuté en 1995.